# Giriwungu
Giriwungu is een bestuurslaag in het regentschap Gunung Kidul van de provincie Jogjakarta, Indonesië. Giriwungu telt 2284 inwoners (volkstelling 2010).